# Дисперсия Аллана
Дисперсия Аллана (англ. Allan variance, AVAR), названная в честь Дэвида В. Аллана дисперсия, основанная на двойной выборке. Является мерой стабильности частоты различных устройств, в особенности часов и генераторов. Она также известна как квадрат СКДО (среднее квадратическое относительное двухвыборочное отклонение) частоты. Отклонение Аллана так же известно как сигма-тау (sigma-tau) и равно квадратному корню из дисперсии Аллана.
Дисперсия Аллана предназначена для оценки стабильности, обусловленной шумовыми процессами, а не систематическими ошибками или несовершенствами, такими как дрейф частоты или температурные эффекты.
N-выборочная дисперсия является мерой стабильности частоты с помощью N выборок, времени Т между измерениями и времени наблюдения {\displaystyle \tau }.

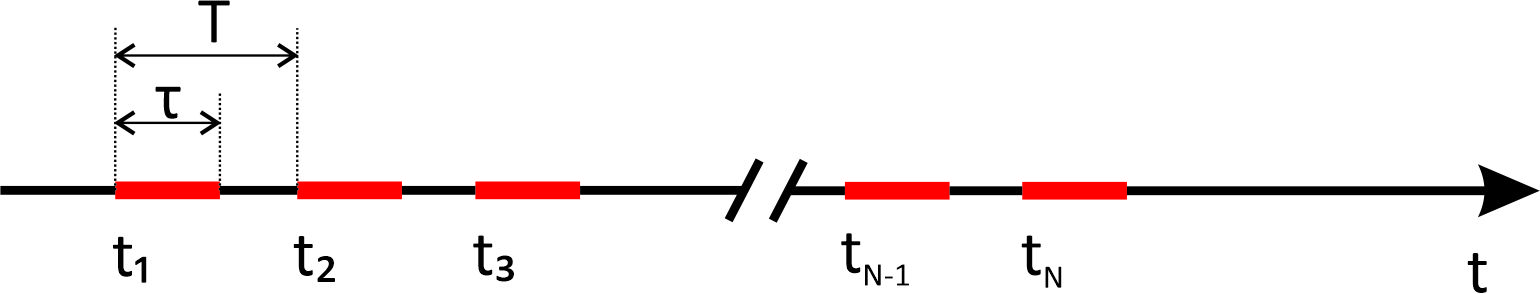
К определению -точечной дисперсии

N-точечная дисперсия вводится следующим образом:
{\displaystyle \sigma _{y}^{2}(N,T,\tau )={\frac {1}{N-1}}\sum \limits _{i=1}^{N}\left({\bar {y}}_{i}-{\frac {1}{N}}\sum \limits _{j=1}^{N}{\bar {y}}_{j}\right),}
где {\displaystyle {\bar {y}}_{i}} — среднее значение измеряемой величины во время {\displaystyle i}-го измерения.
Дисперсия Аллана определяется как выборочная дисперсия при {\displaystyle N=2,\tau =T}:
{\displaystyle \sigma _{y}^{2}(\tau )=\sigma _{y}^{2}(2,\tau ,\tau )=\left\langle {\frac {({\bar {y}}_{n+1}-{\bar {y}}_{n})^{2}}{2}}\right\rangle ,}
где под {\displaystyle \langle ...\rangle } понимается усреднение в бесконечных пределах, {\displaystyle {\overline {y}}_{n}} — n-ное измерение, полученное усреднением выборки длительностью {\displaystyle \tau }:
{\displaystyle {\bar {y}}_{n}={\frac {1}{\tau }}\int \limits _{t_{k}}^{t_{k+1}}y(t)dt,~~~~~t_{k+1}-t_{k}=\tau }